# SimMars
SimMars — отменённая игра, которая находилась в разработке примерно в то же время, что и The Sims.
Впервые тизер игры стал доступен вместе с диском игры SimCity 3000. Разработчики при создании игры сотрудничали с НАСА, чтобы придать игре максимальную реалистичность, также в игре должны были присутствовать технологии НАСА. По словам разработчиков, в игре был сделан значительный акцент на «выживании». 12 мая 2000 года Maxis объявила о приостановке проекта, чтобы перекинуть больше ресурсов на разработку The Sims, которая набрала большую популярность.
В 2009 году один из бывших разработчиков студии Maxis Уорд Мур опубликовал дополнительные подробности о несостоявшейся игре, в том числе и скриншоты. В 2010 году бета-версия игры стала доступна для скачивания в Интернете в виде модификации для SimCity 4.
По версии новостного портала Complex, SimMars заняла 4-е место в списке вызывавших наибольший интерес отменённых видеоигр в истории.

## Игровой процесс
Игра была задумана как ролевая. Движок игры был схож с SimCity, действие происходило на Марсе в 2020—2050 годы, основная цель игрока заключалась в колонизации планеты, используя новые передовые технологии НАСА. Игра усложнялась тем, что действие происходило в недружелюбной среде обитания, где колонию нужно было защищать от разрушительного воздействия ветра и солнечной радиации, а также осуществлять поставки необходимого продовольствия с Земли.